# Nadie lo ha oído
Nadie lo ha oído (en sueco I denna stilla natt) es el segundo libro de la serie Anders Knutas escrita por Mari Jungstedt. Fue publicado en Suecia en el 2004 y en el 2009 en España por la editorial Maeva.
Se ha hecho una adaptación de las novelas en versión televisiva alemana con el título Der Kommissar und das Meer, esta novela corresponde al capítulo 2 de la serie, con el título Näher als du denkst (Más cerca de lo que piensas). En España solamente se tradujo la primera novela, correspondiente al primer episodio de la serie, con el mismo título del libro, Nadie lo ha visto en el 2011 directamente en DVD por A contracorriente films.

## Reseña
Se acerca el invierno y la nieve cae ya sobre la isla azotada por el viento. Fanny Jansson de catorce años desaparece sin dejar rastro, una noche de camino a casa de las cuadras.
Cuando el detective Knutas y sus colegas de la policía de Visby comienzan a investigar la vida de Fanny crece la imagen de una chica solitaria con demasiada responsabilidad en el hogar, una madre alcohólica, un padre ausente y una notable falta de amigos. Pero alguien se reunió en secreto con Fanny.
¿Puede estar relacionada su desaparición con el asesinato del fotógrafo jubilado Henry Dahlström en un sótano unas semanas antes? 
Anders Knutas en busca de puntos de relación, no solamente presionado por las faltas de pistas, sino también por los medios de comunicación cuyo interés crece cada día que pasa sin que Fanny sea encontrada. Uno de los periodistas es reportero de televisión local, Johan Berg, que vuelve a la isla para informar de los sucesos ocurridos. Allí, se reecuentra con Emma Winarvesom que trata de olvidar.